# 이탈리아역
이탈리아 (Italia) 역은 이탈리아 시칠리아 섬 카타니아의 카타니아 지하철에 속한 역이다. 1999년 카타니아 지하철 첫 개통부터 문을 열었다.

## 위치
프로빈체 로 남단에 위치해 있으며 총 여섯 개의 출구가 있다. 그중 계단으로 된 두 곳은 비토리오 베네토 대로와 연결되며 다른 계단 두 곳과 엘레베이터 출구 한 곳은 프로빈체 로에, 나머지 계단출구 하나는 올리베토 스카마카 대로에 나 있다. 역 반경 수백미터 내에는 사무실, 스튜디오, 은행, 상가가 밀집한 번화가로 비토리오 베네토 대로, 이탈리아 로, 졸란다 광장, 보비오 광장, G. 레오파르디 로, 베르가 광장, 트렌토 광장 등이 있다.
카타니아 도심에 위치해 있기 때문에 역 근처에는 주요 건물들이 자리해 있다. 트리부날레, 프레투라, TAR 빌딩, 카타니아 대학교 경제학·지질학부가 있는 시엔체 궁전, ASP 3 오피스, 그리고 여러 학교가 주변에 있다.

## 시설
이 역에는 다음과 같은 시설이 있다.
- 장애인용 엘리베이터
- 에스컬레이터 (미작동)
- 감시카메라
- 매표기

## 환승
이탈리아 역 주변에는 카타니아 도심과 연결되는 고속버스 노선 (ALIBUS-2/5-421-431N-431R-530-534-628N-628R-722-935) 정류장이 있다.
- AMT 운영 버스 정류장[2].
- AST-FCE-에트나-ISEA 운영 버스 정류장
- 택시 정류장